# Gisèle-Agnès Verochek
 (juillet 2025).
Motif : Beaucoup de source primaires mais où sont les sources secondaires, centrées et indépendantes qui montrent que les critères d'admissibilité sont atteints ?
- Archive Wikiwix
- Bing
- Cairn
- DuckDuckGo
- E. Universalis
- Gallica
- Google
- G. Books
- G. News
- G. Scholar
- Persée
- Qwant
- (zh) Baidu
- (ru) Yandex
- (wd) trouver des œuvres sur Wikidata

| 1. | Préciser le motif de la pose du bandeau. | Précisez le motif de la pose du bandeau en utilisant la syntaxe suivante : {{admissibilité à vérifier\|date=juillet 2025\|motif=remplacez ce texte par le motif}}                          |
| 2. | Informer les utilisateurs concernés.     | Pensez à avertir le créateur de l'article, par exemple, en insérant le code ci-dessous sur sa page de discussion : {{subst:avertissement admissibilité à vérifier\|Gisèle-Agnès Verochek}} |

 (mai 2025).
Gisèle-Agnès Verochek connue également sous les noms de : Gisèle Gallois et d'Agnès Fontaine, est née Gisèle Léopoldine Large le 4 novembre 1939 à Mâcon et morte le 14 juillet 2016à Paris, est une artiste peintre, comédienne et auteure-compositrice-interprète française.  

## Biographie

### Mannequin et actrice
En 1956, Gisèle adolescente, attirée par le cinéma se rend au Festival de Cannes, pour voir son idole Brigitte Bardot. Elle rencontre l'actrice chez Félix, se fait photographier à ses cotés, car elle lui ressemble. En juillet de la même année, Gisèle pose pour la couverture du magazine ELLE.
De retour à Paris, deux ans plus tard Gisèle est lycéenne, elle remporte le titre de miss Île-de-France. À la fin de l'année 1958  se présente au concours de Miss France pour être élue 1re dauphine.
À la suite de l'obtention de son baccalauréat, elle s'oriente vers des études de Lettres Modernes et d'Anglais. Tout en étant étudiante, elle est toujours intéressée par le cinéma et s'inscrit au cours d'art dramatique d'Andrée Bauer-Thérond, sous le pseudonyme de Gisèle Galois. Afin de se perfectionner, elle entre au Centre d'Art Dramatique. Elle suit les cours de Tania Balachova.
Au début des années 1960, en plus du théâtre, Gisèle souhaite interpréter ses compositions musicales, elle a besoin de travailler sa voix. En conséquence elle suit  des cours de chant du professeur Roland Berger,,, qui a découvert la chanteuse Dalida, à Bobino.

### Premier disque
En 1963 sort son premier disque Il faut choisir chez la maison de disques Philips, sous le nom d'Agnès Fontaine,. Par ce disque, Gisèle se fait connaitre.

### Peintures
Danyel Gérard, en 1966, connaissant le travail pictural d'Agnès Fontaine sous le pseudonyme Agnès Verochek,, lui commande son portrait pour sa pochette de disque Je n'aime pas quand,.
En 1967 Dalida lui commande également le sien, le met sur la pochette de son disque Le Temps des fleurs sorti en 1968. En 1971 son label appose le portrait sur l'enregistrement de la générale à l'Olympia et des enregistrements suivants ainsi que sur les cartons d'invitation de la première de l'Olympia en 1971 avec Mike Brant.
En 1983, Agnès Verochek reçoit une commande de l'Élysée pour un portrait du président François Mitterrand, qu'il reçoit de l'artiste avec la famille du peintre.Cette œuvre se trouve au Musée du septennat de Château-Chinon.
Elle expose à la galerie Paul Pétridès.
L'artiste figure dans les 13eet 14e édition de l'Annuaire de l'art international par Patrick Sermadiras, propriétaire du Manoir d'Erignac.
Sa fresque Le monde comme il va a été exposée au Galant Vert, figure dans les films de Frédéric Sojcher Requiem pour un fumeur, et  Fumeur de charme, également dans le documentaire réalisé par Claude Druhot et Gilbert Kahn de 1998, Monsieur Gainsbourg. L'œuvre a été acquise par le bistro des deux théâtre.
René Brisard, capitaine d'industrie, leader de la construction métallique, après lui avoir acheté la fresque La crucifixion, lui commande la Cène sur cuivre, pour la Chapelle Sainte Marie-Madeleine des Jouvencelles à Prémanon, en 1989,.
En 2000 sa fresque allégorique la fin des années 80 est exposée à la maison de la radio pour le salon les peintres du spectacle., Elle y expose à nouveau en 2002.
L'artiste expose au casino de Forges-les-Eaux en 2000 et continue ses expositions en Seine-Maritime, notamment à Saint-Martin en Campagne.

### Distinction
L'artiste reçoit le Prix Signature du SNAP en  2014.

## Images et photographies

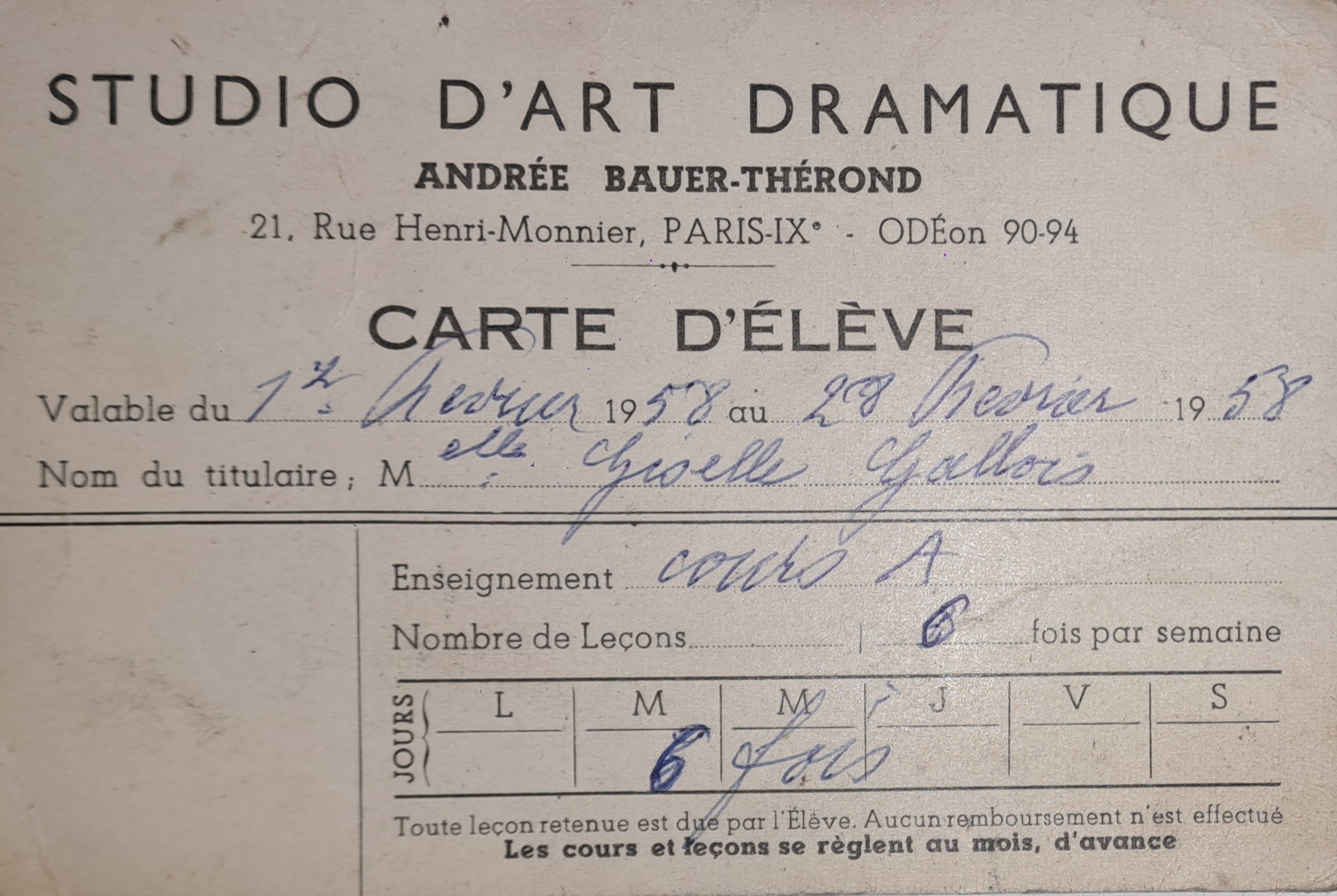
Carte d'élève de Gisèle Galois pour le cours d'Andrée Bauer-Thérond.
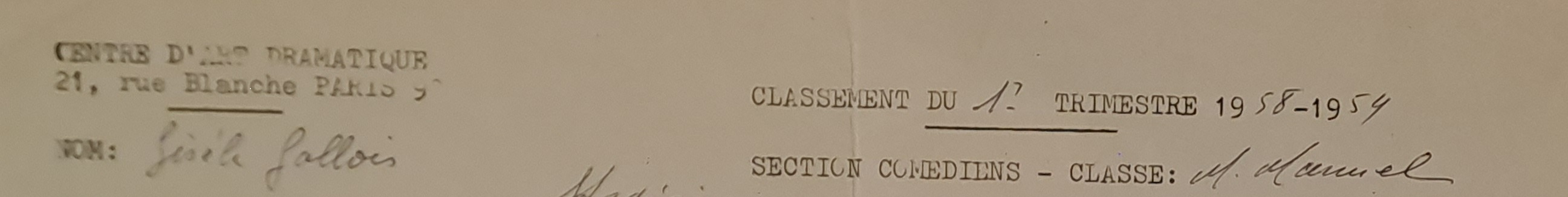
Gisèle Gallois élève de Robert Manuel à l'école de la rue Blanche.
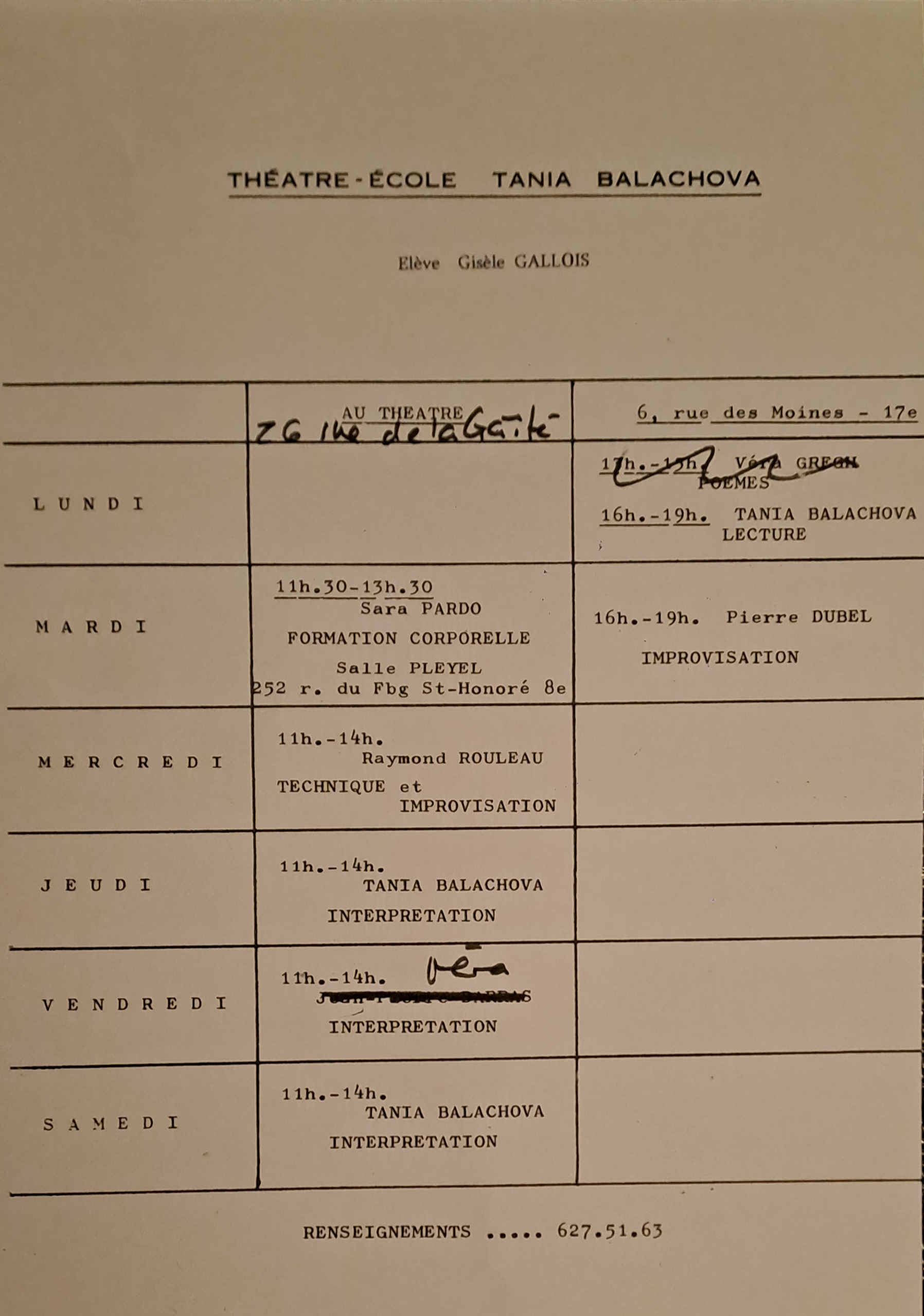
Emploi du temps de l'école Tania Balachova.